# Formular A38
Formular A38 je epizoda Dilan Doga objavljena u Srbiji premijerno u svesci #95 u izdanju Veselog četvrtka. Koštala je 190 din (1,63 €; 2,02 $). Imala je 94 strane. Na kioscima se pojavila 26. jula 2012.

## Originalna epizoda
Originalna epizoda pod nazivom Il modulo A38 objavljena je premijerno u #268. regularne edicije Dilana Doga u Italiji u izdanju Bonelija. Izašla je 23. decembra 2008. Naslovnu stranicu je nacrtao Anđelo Stano. Scenario je napisao Roberto Rekioni, a epizodu nacrtao Bruno Brindizi. Koštala je 3,9 €.

## Kratak sadržaj
Smešten u Royal Free Hospital, Dilan se budi iz košmara u kome ne saznaje samo da je Gručo nestao, već da nikada nije postojao. Blok, koji dolazi da ga izvode iz bolnice, ubeđuje ga da Gručo sve plod njegove uobrazilje i da se ovaj put jedva izvukao iz kliničke smrti. Kada uđu u svoj stan u Craven Roadu 7, Gručo zaista više nije tu. U njegovoj sobi je skladište starih Dilanovih stvari. U stanu nema nikakvih tragova da je Gručo ikada tu živeo.
Nešto kasnije kod Dilana dolazi Moli Bjuler, mlada devojka koja tvrdi da joj je nestao muž, ali da o njemu niko ništa ne zna. Dilan prihvata ponudu da ga pronađe za 100 funti dnevno (+troškovi). Istraživanje ih vodi do građevinske korporacije Iperuranium, čije plakate mogu da vide svuda po gradu. Dilan i Moli kreću u 30 St Mary Axe, veliku poslovnu zgradu iz 2004, koja predstavlja simbol komercijalnog Londona.
Po ulasku u zgradu, Dilana i Moli prima Noa Rajt, glavni izvršni direktor Hiperuranijuma, ali i poštovalac Dilanovog rada. Noa im objašnjava da se njegova korporacija bavi smanjenjem entropije na Planeti Zemlji tako što eliminiše iracionalno ponašanje. Različite vrste ljudi kao što su sanjari, ubice, ludaci, proroci, komičari, revolucionari, umetnici predstavljaju anomaliju na Zemlji, te da moraju da se uklone, čime se smanjuje entropija. Nakon što pogledaju kratak klip na kome se vidi nekoliko primera ljudske iracionalnosti koja vodi do različitih oblika katastrofe i štete za čovečanstvo, Dilan zaključuje da su Gručo i Molin muž nestali intervencijom korporacije. Pokušavajući da se izvuče iz zgrade, Dilan pokušava da otkaže uslugu koju mu pruža Hiperuranijum. Za to je potrebno da popuni formular A38. To je, međutim, teže nego što izgleda, jer podnošenje formulara i prihvatanje zahteva podrazumeva nešto nalik na Kvaku-22. Na kraju Dilanu pomaže misteriozni Bob (koji ima nekoliko različitih uloga u zgradi) koji ga upućuje kako da izađe iz zgrade, pre nego što ona odleti u svemir.

## Savršena racionalnost
U jednom trenutku Dilan shvata da se nalazi u birokratskom vrtlogu koji liči na Kvaku-22: slobodan je da otkaže uslugu putem formulara A38, ali ugovor može da se otkaže samo pri zdravoj pameti. Ako bi mušterija htela da raskine ugovor, postupila bi iracionalno, zbog čega korporacija ne bi mogla da raskine ugovor. Korporacijski lekar Falken objašnjava Dilanu da nijedna racionalna osoba ne bi odbila usluge koje im nudi Hiperuranijum.

## Debi R. Rekionija u regularnoj ediciji
Ovo je prva epizoda za koju je Roberto Rekioni napisao scenario u regularnoj ediciji Dilan Doga. Rekioni je kasnije preuzeo uredničku ulogu i značajno redefinisao serijal.

## Prethodna i naredna epizoda
Prethodna sveska nosila je naziv Stvari sa drugog sveta (#58), a naredna Profesionalci (#60).